# Thilo Fuhrmann
Thilo Fuhrmann (* 2. März 1955 in Pirna) ist ein ehemaliger deutscher Radrennfahrer, der in der DDR aktiv war.

## Sportliche Laufbahn
Thilo Fuhrmann begann seine aktive Karriere als Radsportler bei der BSG Lok Pirna und kam über die Station SG Dynamo Dresden zum ASK Vorwärts Frankfurt (Oder), einem der acht radsportlichen Leistungszentren in der DDR.
Seine größten Erfolge als Straßenfahrer waren die beiden DDR-Meistertitel im Straßenrennen 1977 und 1978. Auch im Mannschaftszeitfahren über 100 Kilometer gewann er mit seinem Verein 1978 den Titel (mit Ulrich Borrmann, Detlef Kletzin und Mathias Vierke). In dieser Besetzung gewann die Mannschaft auch 1978 den Club-Pokal mit neuem Rekord für Club-Mannschaften.
An Eintagesrennen konnte er 1977 Rund um Großwaltersdorf und Rund um Langenau gewinnen. 1978 siegte er bei Rund um die Dresdener Heide (faktisch auf seinem heimatlichen Trainingsterrain). Im selben Jahr wurde er für die Teilnahme an der Straßen-Weltmeisterschaft nominiert. Dort wurde er im Einzelrennen 51. Es blieb seine einzige Teilnahme an einer Weltmeisterschaft.
Danach erlitt seine Laufbahn einen abrupten Bruch. Anfang 1979 wurde er als amtierender DDR-Meister und Auswahlkandidat für die Internationale Friedensfahrt für mehrere Monate gesperrt und aus seinem Sportclub ausgeschlossen. Von der Sperre betroffen waren auch die Auswahlfahrer Peter Koch und Siegbert Schmeißer. Die Sperre wurde übrigens, ganz im Gegensatz zu den üblichen Verfahren, nicht im Radsport-Verbandsorgan veröffentlicht und auch in der Presse nicht erwähnt. Hintergrund war, dass Fuhrmann bei einem Trainingsaufenthalt in Polen angeblich ein „Devisenvergehen“ begangen hatte, indem er privat polnische Złoty eintauschte. Nach Ablauf der Sperre durfte Fuhrmann nicht mehr im Bereich der Leistungsklasse starten und nur noch Rennen bestreiten, die den Fahrern der Betriebssportgemeinschaften (also der eigentlichen Amateurklasse) vorbehalten waren. 1979 kehrte auch Wolfgang Lötzsch nach seiner Sperre wieder in den Rennbetrieb zurück, allerdings auch nur auf BSG-Ebene. Obgleich nach den damaligen Regeln des Deutschen Radsportverbandes der DDR den besten 20 BSG-Fahrern ein Startrecht in der Leistungsklasse zugestanden hätte, wurde dieses Startrecht nun aus Angst vor Siegen von Lötzsch gegen die DDR-Elite aufgehoben. Davon war nun auch Fuhrmann betroffen.
Er schloss sich  zunächst  der BSG Kraftverkehr Frankfurt (Oder) an und fuhr noch einige Jahre in anderen Gemeinschaften (TSG Gröditz, TSV Heidenau, SG Dynamo Dresden, BSG Motor Weimar). In der Wettkampfklasse der sogenannten BSG-Fahrer belegte er regelmäßig vordere Plätze in den Jahreswertungen (z. B. 1982 2. Platz hinter Wolfgang Lötzsch) und gewann eine Vielzahl an Rennen. In der Saison 1993 startete er im Team des SC DHfK Leipzig in der Rad-Bundesliga.

## Persönliches
Bereits zu seiner aktiven Zeit als BSG-Sportler baute Fuhrmann sich ein Radsportgeschäft in Pirna auf, welches er noch heute betreibt.